# Merlo (Buenos Aires)
Merlo is een plaats in het Argentijnse bestuurlijke gebied Merlo in de provincie Buenos Aires. De plaats telt 527.658 inwoners.

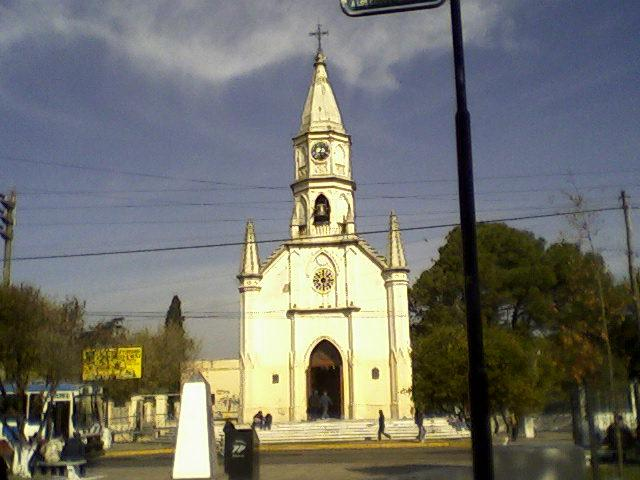
Katholieke kerk van Nuestra Señora de la Merced in Merlo

## Geboren
- Emanuel Mammana (1996), voetballer